# Raça turânida

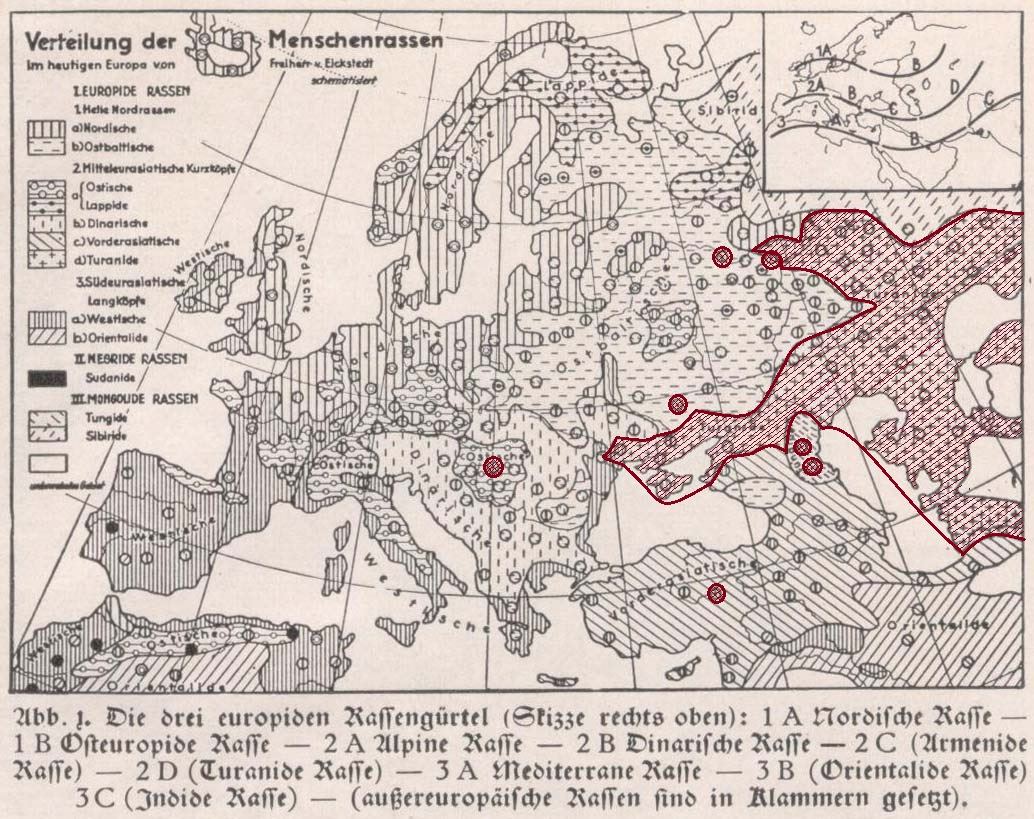
Mapa etnográfico ou racial alemão (c. 1889–1901) mostrando a suposta extensão da raça Turanida na Europa.

A raça turanida era uma suposta sub-raça da raça caucásica no contexto de um modelo agora ultrapassado de divisão da humanidade em diferentes raças que foi desenvolvido originalmente pelos europeus em apoio ao colonialismo. O tipo turanida era tradicionalmente considerado o mais comum entre as populações nativas da Ásia Central. O nome é retirado do filo das línguas turanianas, que são a combinação das famílias urálica e altaica, portanto também conhecido como o termo raça ural-altaica.

## História
Antropólogos do século XIX e início do século XX postularam a existência de um tipo racial turanídeo ou "raça menor" como um subtipo da raça caucasóide com mistura mongolóide, situada na fronteira da distribuição das raças mongolóide e caucasóide.
A ideia de uma raça turanida veio a desempenhar um papel de alguma significância no panturquismo ou turanismo no final do século XIX para o século XX. Uma "raça turca" foi proposta como um subtipo caucasóide na literatura europeia do período.
As mais influentes dessas fontes foram Histoire Générale des Huns, des Turcs, des Mongols, et autres Tartares Occidentaux (1756–1758) de Joseph de Guignes (1721–1800) e Sketches of Central Asia (1867) de Ármin Vámbéry, que tratava das origens comuns dos grupos turcos como pertencentes a uma raça, mas subdivididos de acordo com características físicas e costumes, e L'histoire de l'Asie (1896) de Leon Cahun, que enfatizou o papel dos turcos em "levar a civilização para a Europa", como parte da maior "raça turanida" que incluía os povos de língua urálica e altaica de forma mais geral. Houve também uma ideologia do turanismo húngaro mais viva na segunda metade do século XIX e na primeira metade do século XX.